# Агенция Бразил
Агенция Бразил (на португалски: Agência Brasil или само ABr) е националната агенция на Бразилия за разпространение на новини. Агенция Бразил ръководи няколко радио и телевизионни станции в страната. Също така има и няколко международни предавания, най-вече на радио с къси вълни.